# Cristinápolis
Cristinápolis est une ville brésilienne du sud de l'État du Sergipe.

## Géographie
Cristinápolis se situe par une latitude de 11° 28' 32" sud et par une longitude de 37° 45' 19" ouest, à une altitude de 145 mètres.
Sa population était de 15 861 habitants au recensement de 2007. La municipalité s'étend sur 254 km2.
Elle fait partie de la microrégion de Boquim, dans la mésorégion Est du Sergipe.